# بوبي لونغ
بوبي لونغ (بالإنجليزية: Bobby Long)‏ هو مغن مؤلف وملحن بريطاني، ولد في 18 سبتمبر 1985 في ويغان في المملكة المتحدة.

## وصلات خارجية
- الموقع الرسمي
- بوبي لونغ على موقع IMDb (الإنجليزية)
- بوبي لونغ على موقع ميوزك برينز (الإنجليزية)
- بوبي لونغ على موقع أول ميوزيك (الإنجليزية)
- بوبي لونغ على موقع ديسكوغز (الإنجليزية)